# Волчино (озеро)
Во́лчино — озеро на севере Тверской области России, в Удомельском районе, в 20 километрах на юг от Удомли. Озеро принадлежит бассейну Волги, из него вытекает река Волчина, приток Мологи, в свою очередь впадающей в Волгу.
Площадь озера Волчино 5,36 км², длина 10,2 км, ширина до 1,35 км. Высота над уровнем моря — 158 метра, длина береговой линии 31,9 километра, наибольшая глубина — 14 метров, средняя глубина 4,1 метра.
Озеро имеет вытянутую с северо-запада на юго-восток форму. Берега сухие, живописные, покрытые сосновыми и лиственными лесами. Происхождение озера ложбинное.
Волчино — нижнее из так называемых Голубых озёр, расположенных на север от Волчино. Цепочка озёр Маги — Пальцево — Сестрино (или Ивановское) — Волчино соединена протоками. Кроме протоки из озера Сестрино, в Волчино впадает речка Крутец из озера Городно, расположенного на юге. Исток Волчины в северо-восточной части озера.
Озеро популярно среди рыбаков и любителей природы. На его берегах находится пансионат «Голубые озёра». Часто используется как начало водного похода по Волчине.